# Luisa Niemesch
Luisa Helga Gerda Niemesch (* 7. September 1995 in Karlsruhe) ist eine deutsche Ringerin. Bei den Europameisterschaften 2022 und 2024 wurde sie Vize-Europameisterin, 2023 und 2025 holte sie sich die Bronzemedaille.

## Werdegang

### Erste Erfolge
Luisa Niemesch begann im Alter von sieben Jahren mit dem Ringen. Sie ist Mitglied des SV Germania 04 Weingarten und trainiert in ihrem Stammverein und im Olympiastützpunkt Freiburg im Breisgau. Ihre Trainer waren bzw. sind Mario Sachs, Frank Heinzelbecker und Patrick Loës.
Im Jahre 2008 belegte sie bei der deutschen Jugendmeisterschaft in der Gewichtsklasse bis 34 kg den 3. Platz und gewann damit ihre erste Medaille bei einer deutschen Meisterschaft.

### Nationale Meisterschaften
Im weiteren Verlauf ihrer Karriere gewann sie im Nachwuchsbereich noch mehrere Medaillen bei deutschen Meisterschaften. 2011 wurde sie erstmals Deutsche Meisterin im Jugendbereich in der Gewichtsklasse bis 49 kg. Musste sie sich 2012 noch mit dem 2. Platz zufriedengeben, konnte sie 2013 erstmals deutsche Meisterin bei den Frauen werden. Diesen Erfolg wiederholte sie 2014 und 2015 in der Gewichtsklasse bis 58 kg Körpergewicht.

### Internationale Karriere
Ihr Debüt auf der internationalen Ringermatte gab sie im August 2011 bei der Junioren-Europameisterschaft (Altersgruppe Cadets) in Warschau in der Gewichtsklasse bis 49 kg. Sie gewann dabei auf Anhieb eine Bronzemedaille. In der gleichen Altersgruppe gewann sie im Juli 2012 bei der Europameisterschaft in Kattowitz in der Gewichtsklasse bis 52 kg erneut eine Bronzemedaille. Noch erfolgreicher war sie einen Monat später bei der Junioren-Weltmeisterschaft (Cadets) in Baku, wo sie in der Gewichtsklasse bis 52 kg hinter der Japanerin Maya Mukaida Vize-Weltmeisterin wurde.
Im Jahre 2013 konnte Luisa Niemesch an diese Erfolge nicht ganz anknüpfen. Im März 2013 startete sie in Tiflis erstmals bei der Europameisterschaft der Frauen. In der Gewichtsklasse bis 59 kg kam sie dabei zu einem Sieg über Georgiana Narcisa Filip aus Rumänien, unterlag aber dann gegen Hafize Sahin aus der Türkei und kam auf den 7. Platz. Bei der Junioren-Europameisterschaft in Skopje siegte sie in der Gewichtsklasse bis 59 kg über Ayda Erdal-Delen aus der Türkei, unterlag danach aber gegen Maya Christowa aus Bulgarien und erreichte den 9. Platz. Einen sehr guten 5. Platz erreichte sie bei der Junioren-Weltmeisterschaft 2013 in Sofia. Sie siegte dort in der Gewichtsklasse bis 59 kg über Alejandra Romero Bailla aus Argentinien und Nellja Gjulnasarjan aus Kasachstan, verlor dann gegen Braxton Rei Stone-Papadopoulos aus Kanada und im Kampf um eine Bronzemedaille auch gegen Ausuulu A Tinibekowa aus Kirgisistan.
Im Jahre 2014 war sie bei drei internationalen Meisterschaften am Start. Bei der Europameisterschaft in Vantaa kam sie in der Gewichtsklasse bis 58 kg auf einen guten 5. Platz, wobei sie den Kampf um eine Bronzemedaille gegen Petra Olli aus Finnland verlor. Bei der Junioren-Europameisterschaft in Kattowitz kam sie in der Gewichtsklasse bis 59 kg auf den 7. Platz. Bei der Junioren-Weltmeisterschaft im August 2014 in Zagreb feierte sie dann wieder einen ganz großen Erfolg. Sie wurde in der gleichen Gewichtsklasse mit Siegen über Sabrina Seidl, Österreich, Patricia Liuzzi, Italien, Kayla Miracle, Vereinigte Staaten und Kriszta Tunde, Rumänien und einer Niederlage im Finale gegen Risako Kawai aus Japan erneut Vize-Weltmeisterin.
Im Jahr 2015 nahm sie an ihrer ersten Senioren-Weltmeisterschaft in Las Vegas teil. Dort verlor sie in der Qualifikation gegen die Norwegerin Grace Jacob Bullen und schied damit aus, weil die Norwegerin nicht das Finale erreichte. Sie belegte letztlich den 19. Platz. Erfolgreicher war sie hingegen bei der Junioren-Weltmeisterschaft 2015 in Salvador da Bahia in Brasilien, wo sie auf den 7. Platz kam.
2016 belegt Luisa Niemesch bei der Europameisterschaft in Riga in der Gewichtsklasse bis 58 kg einen guten 5. Platz. Kurz darauf erkämpfte sie sich beim Olympia-Qualifikations-Turnier in Ulaan-Baatar in der Gewichtsklasse bis 58 kg durch einen 2. Platz die Startberechtigung bei den Olympischen Spielen in Rio de Janeiro. In Rio hatte sie in der gleichen Gewichtsklasse allerdings kein Glück. Sie verlor dort in ihrem ersten Kampf gegen die Russin Walerija Scholobowa Koblowa. Die diese das Finale erreichte, konnte Luisa Niemesch in der Trostrunde weiterringen, verlor dort aber gleich gegen die Mongolin Orchon Purevdorj, womit sie ausschied und nur den 20. Platz belegte.
Im März 2017 gewann Luisa Niemesch bei der U 23-Europameisterschaft im ungarischen Szombathely in der Gewichtsklasse bis 58 kg eine Bronzemedaille. Auf dem Weg dazu siegte sie über die Türkin Derya Bayhan, verlor dann gegen die Schwedin Elin Nilsson und siegte über Ronja Marlen Buroe aus Norwegen. Bei der Weltmeisterschaft 2017 in Paris verlor sie in der Gewichtsklasse bis 60 kg gegen die US-Amerikanerin Allisson Mackenzie Ragan, konnte aber in der Trostrunde weiterringen, wo sie zu einem Sieg über die Ungarin Gabriell Sleisz kam. Im Kampf um die Bronzemedaille verlor sie allerdings gegen die routinierte Lettin Anastasija Grigorjewa und kam somit auf den 5. Platz.
2018 gewann Luisa Niemesch bei vier aufeinander folgenden stark besetzten internationalen Turnieren in der Gewichtsklasse bis 62 kg immer eine Medaille. Bei der Weltmeisterschaft dieses Jahres klappte es aber nicht so gut, denn sie verlor in Budapest gegen die erfahrene Ex-Weltmeisterin aus der Ukraine Julia Tkach-Ostaptschuk knapp mit 2:3 Punkten. Diese erreichte aber das Finale nicht, weswegen Luisa Niemesch ausscheiden musste und nur den 15. Platz belegte. Umso erfreulicher war ihr erneuter Medaillengewinn bei der U 23-Weltmeisterschaft im November 2018 in Bukarest. Sie siegte dort über Devi Pooja, Indien, Olivia Henningsson, Schweden und Aurora Campagna, Italien, verlor gegen Ilona Prokopevniuk aus der Ukraine, erkämpfte sich aber mit einem sicheren 6:3-Punktsieg über die starke US-Amerikanerin Kayla-Colleen Miracle eine Bronzemedaille.

## Privates
Sie besuchte das Thomas-Mann-Gymnasium Stutensee, an dem sie 2013 ihr Abitur ablegte. Seitdem ist sie Studentin.

## Internationale Erfolge
| Jahr | Platz | Wettbewerb                                                     | Gewichtsklasse | Ergebnisse |
| 2011 | 1.    | 13. Ladies-Open/Bertha-Benz-Turnier (Juniorinnen) in Ladenburg | bis 52 kg      | vor Anna-Maria Minaya und Vivian Herda, beide Deutschland |
| 2011 | 3.    | Junioren-EM (Cadets) in Warschau                               | bis 49 kg      | hinter Anschelika Wetoschkina, Russland und Julia Leorda, Moldawien, gemeinsam mit Mercedesz Denes, Ungarn                                                                                   |
| 2012 | 1.    | Großer Preis von Deutschland (Juniorinnen) in Dormagen         | bis 52 kg      | vor Stine Mared, Schweden, Maria Kozarjewa, Russland und Veronika Iwanowa, Weißrussland |
| 2012 | 3.    | Junioren-EM (Cadets) in Kattowitz                              | bis 52 kg      | hinter Maria Kozarjewa, Russland und Almas Ismailowa, Aserbaidschan, gemeinsam mit Nuray Karadag, Türkei                                                                                     |
| 2012 | 2.    | Junioren-WM (Cadets) in Baku                                   | bis 52 kg      | hinter Mayu Mukaida, Japan, vor Natalja Kubaty, Polen und Maria Kozarjewa |
| 2013 | 2.    | Flatz-Open in Wolfurth/Österreich                              | bis 59 kg      | hinter Kathrin Neumaier, Deutschland, vor Fabienne Wittenwiler, Schweiz und Gabriella Sleisz, Ungarn                                                                                         |
| 2013 | 7.    | EM in Tiflis                                                   | bis 59 kg      | nach einem Sieg über Georgiana Narcisa Filip, Rumänien und einer Niederlage gegen Hafize Sahin, Türkei                                                                                       |
| 2013 | 13.   | Großer Preis von Deutschland in Dormagen                       | bis 59 kg      | Siegerin: Braxton Rei Stone-Papadopoulos, Kanada vor Schargalma Zyrenowa, Russland |
| 2013 | 9.    | Junioren-EM in Skopje                                          | bis 59 kg      | nach einem Sieg über Ayda Erdal-Delen, Türkei und einer Niederlage gegen Maya Christowa, Bulgarien                                                                                           |
| 2013 | 5.    | Junioren-WM in Sofia                                           | bis 59 kg      | nach Siegen über Alejandra Romero Bailla, Argentinien und Nellja Gjulnasarjan, Kasachstan und Niederlagen gegen Braxton Rei Stone-Papadopoulos und Ausuulu A Tinibekowa, Kirgisistan         |
| 2014 | 5.    | Dan Kolow & Nikola Petrow-Memorial in Sofia                    | bis 58 kg      | Siegerin: Elif Jale Yesilirmak, Türkei, vor Maya Christowa |
| 2014 | 15.   | Klippan-Lady-Open                                              | bis 58 kg      | Siegerin: Petra Olli, Finnland vor Walerija Scholobowa Koblowa, Russland |
| 2014 | 5.    | EM in Vantaa/Finnland                                          | bis 58 kg      | nach einem Sieg über Carola Rainero, Italien, einer Niederlage gegen Walerija Scholobowa Koblowa, einem Sieg über Irina Petrowa, Lettland und einer Niederlage gegen Petra Olli              |
| 2014 | 7.    | Junioren-EM in Kattowitz                                       | bis 59 kg      | Siegerin: Petra olli vor Oksana Herhel, Ukraine |
| 2014 | 2.    | Junioren-WM in Zagreb                                          | bis 59 kg      | nach Siegen über Sabrina Seidl, Österreich, Patricia Liuzzi, Italien, Kayla Miracle, USA und Kriszta Tunde, Rumänien und einer Niederlage gegen Risako Kawai, Japan                          |
| 2015 | 3.    | Granma-Cup in Havanna                                          | bis 58 kg      | hinter Kelsey Campbell, USA und Lissette Alexander Antes Castillo, Ekuador |
| 2015 | 7.    | Dan Kolow & Nikola Petrow-Turnier in Sofia                     | bis 58 kg      | |
| 2015 | 13.   | Europäische Spiele in Baku                                     | bis 58 kg      | nach einer Niederlage gegen Mimi Christowa, Bulgarien |
| 2015 | 7.    | Junioren-WM in Salvador da Bahia, Brasilien                    | bis 59 kg      | nach einem Sieg über Madina Bakbergenowa, Kasachstan und einer Niederlage gegen Krisztina Incze, Rumänien                                                                                    |
| 2015 | 19.   | WM in Las Vegas                                                | bis 58 kg      | nach einer Niederlage gegen Grace Jacob Bullen, Norwegen |
| 2016 | 3.    | Klippan Lady-Open                                              | bis 58 kg      | hinter Johanna Mattsson, Schweden und Ljubow Owtscharowa, Russland |
| 2016 | 5.    | EM in Riga                                                     | bis 58 kg      | nach Siegen über Aurelie Basset, Frankreich und Mariana Esanu, Moldawien und Niederlagen gegen Grace Jacob Bullen, Norwegen und Mimi Christowa                                               |
| 2016 | 5.    | Olympia-Qualifikationsturnier in Zrenjanin                     | bis 58 kg      | nach einem Sieg über Karima Sanchez Ramis, Spanien und Niederlagen gegen Mimi Christowa und Grace Jacob Bullen                                                                               |
| 2016 | 2.    | Olympia-Qualifikationsturnier in der Ulaan-Baatar              | bis 58 kg      | hinter Lissette Alexander Antes Castillo, Ekuador, vor Natalja Jurjewna Golz, Russland und Zhou Zhangting, China                                                                             |
| 2016 | 1.    | Canada-Cup in Guelph                                           | bis 60 kg      | vor Randyll Elizabeth Beltz, USA |
| 2016 | 3.    | Großer Preis von Spanien in Madrid                             | bis 60 kg      | hinter Lulia Pronzewitsch, Russland und Therese Persson, Schweden |
| 2016 | 20.   | OS in Rio de Janeiro                                           | bis 58 kg      | nach Niederlagen gegen Walerija Scholobowa Koblowa, Russland und Orchon Purevdorj, Mongolei                                                                                                  |
| 2017 | 1.    | Flatz-Open in Wolfurt, Österreich                              | bis 60 kg      | vor Blanca Rodriguez Lopez, Italien |
| 2017 | 3.    | U 23-EM in Szombathely                                         | bis 58 kg      | nach einem Sieg über Derya Bayhan, Türkei, einer Niederlage gegen Elin Johanna Nilsson, Schweden und einem Sieg über Ronja Marlen Buroe, Norwegen                                            |
| 2017 | 3.    | Großer Preis von Deutschland in Dormagen                       | bis 58 kg      | hinter Michelle Fazzari, Kanada und Laura Mertens, Deutschland |
| 2017 | 3.    | Poland-Open in Warschau                                        | bis 58 kg      | hinter Helen Maroulis, USA und Aisuluu A Tinibekowa, Kirgisistan, gemeinsam mit Rong Ningning, China                                                                                         |
| 2017 | 5.    | WM in Paris                                                    | bis 60 kg      | nach einer Niederlage gegen Allisson Mackenzie Ragan, USA, einem Sieg über Gabriella Sleisz, Ungarn und einer Niederlage gegen Anastasia Grigorjewa, Lettland                                |
| 2018 | 3.    | Klippan-Lady-Open                                              | bis 62 kg      | hinter Kayla-Colleen Miracle, USA und Julia Tkach-Ostaptschuk, Ukraine |
| 2018 | 3.    | „Yasar-Dogu“-Turnier in Istanbul                               | bis 62 kg      | hinter Taybe Yusein, Bulgarien und Aisuluu A Tinibekowa |
| 2018 | 3.    | Poland-Open in Warschau                                        | bis 62 kg      | hinter Julia Tkach-Ostaptschuk und Johanna Mattsson, Schweden |
| 2018 | 2.    | Ion Corneanu & Ladislao Simon-Memorial in Bukarest             | bis 62 kg      | hinter Taybe Yusein, vor Marianna Sastin und Kriszta Tunde Incze, beide Ungarn |
| 2018 | 15.   | WM in Budapest                                                 | bis 62 kg      | nach einer Niederlage gegen Julia Tkach-Ostaptschuk |
| 2018 | 3.    | U 23-Weltmeisterschaft in Bukarest                             | bis 62 kg      | nach Siegen über Devi Pooja, Indien, Olivia Henningsson, Schweden und Aurora Campagna, Italien, einer Niederlage gegen Ilona Prokopevniuk, Ukraine und einem Sieg über Kayla-Colleen Miracle |

## Deutsche Meisterschaften
| Jahr | Platz | Altersklasse | Gewichtsklasse | Ergebnisse |
| 2008 | 3.    | Jugend       | bis 34 kg      | hinter Isabell Weis, AC Bindlach und Eva Fischer, KSC Niedernberg                                                           |
| 2009 | 2.    | Jugend       | bis 40 kg      | hinter Nicole Amann, SC Anger                                                                                               |
| 2010 | 2.    | Jugend       | bis 46 kg      | hinter Laura Mertens, AC Ückerath                                                                                           |
| 2011 | 1.    | Jugend       | bis 49 kg      | vor Melanie Foth, SAV Torgelow                                                                                              |
| 2012 | 1.    | Jugend       | bis 52 kg      | vor Ronja Stribik, KSV Holzgerlingen                                                                                        |
| 2012 | 2.    | Frauen       | bis 51 kg      | hinter Nina Hemmer, AC Ückerath                                                                                             |
| 2013 | 1.    | Frauen       | bis 59 kg      | vor Kathrin Neumaier, VfK Mühlenbach und Jessica Bechtel, RSC Laudenbach                                                    |
| 2014 | 1.    | Frauen       | bis 58 kg      | vor Josephine Schuster, RC Potsdam und Anna Scherer, AC Heusweiler                                                          |
| 2015 | 1.    | Juniorinnen  | bis 59 kg      | vor Deborah Lawnitzak, SV Luftfahrt Berlin                                                                                  |
| 2015 | 2.    | Frauen       | bis 58 kg      | hinter Laura Mertens, AC Ückerath, vor Elena Brugger, TuS Adelhausen                                                        |
| 2017 | 1.    | Frauen       | bis 58 kg      | vor Laura Mertens und Elena Brugger                                                                                         |
| 2018 | 1.    | Frauen       | bis 62 kg      | vor Janny Sommermeyer, SV Luftfahrt Berlin, Katharina Gilewitsch, AC Germania Artern und Luzie Manzke, RSV Frankfurt (Oder) |

Erläuterungen
- alle Wettkämpfe im freien Stil
- OS = Olympische Spiele, WM = Weltmeisterschaft, EM = Europameisterschaft
- Altersgrenzen im weiblichen Nachwuchsbereich: „Cadets“ bis zum 17. Lebensjahr, „Juniors“ (Juniorinnen) bis zum 20. Lebensjahr (international), „Jugend“ bis zum 18. Lebensjahr (national)